# A Work In Progress
A Work in Progress er en bog, som er skrevet af Connor Franta og oprindeligt udgivet af Atria/Keywords Press i april 2015. Bogen har været på New York Times, Publisher's Weekly og The Times of London's bestseller-liste.
Franta har været på en turné for bogen i Storbritannien og USA.

## References
1. ↑  "Connor Franta's Book Ranks #8 On New York Times Bestsellers List". Tubefilter (engelsk). 30. april 2015. Arkiveret fra originalen 3. juli 2015. Hentet 2015-07-02.
2. ↑  "Best sellers from Publishers Weekly". NJ.com (engelsk). 8. maj 2015. Arkiveret fra originalen 3. juli 2015. Hentet 2015-07-02.
3. ↑  "The Sunday Times Best Seller List". Sparkle Direct and The Book Partnership (engelsk). 2015. Arkiveret fra originalen 2. juli 2015. Hentet 2015-07-02.
4. ↑  "Connor Franta is Bringing Book Tour to the UK". clickplaymagazine.co.uk (engelsk). 12. maj 2015. Arkiveret fra originalen 18. maj 2015. Hentet 2015-07-02.